# کاتکادون ویتال دوندیبا
کاتکادون ویتال دوندیبا (هندی कटकाडोंड विट्ठल डोंडीबा) یک سیاستمدار هندی ، عضو کنگره ملی هند است. وی همچنین عضو مجلس قانونگذاری کرناتکه از حوزه انتخابیه مجلس ناگتان در جهت بیجاپور می باشد  